# Fiera Milano

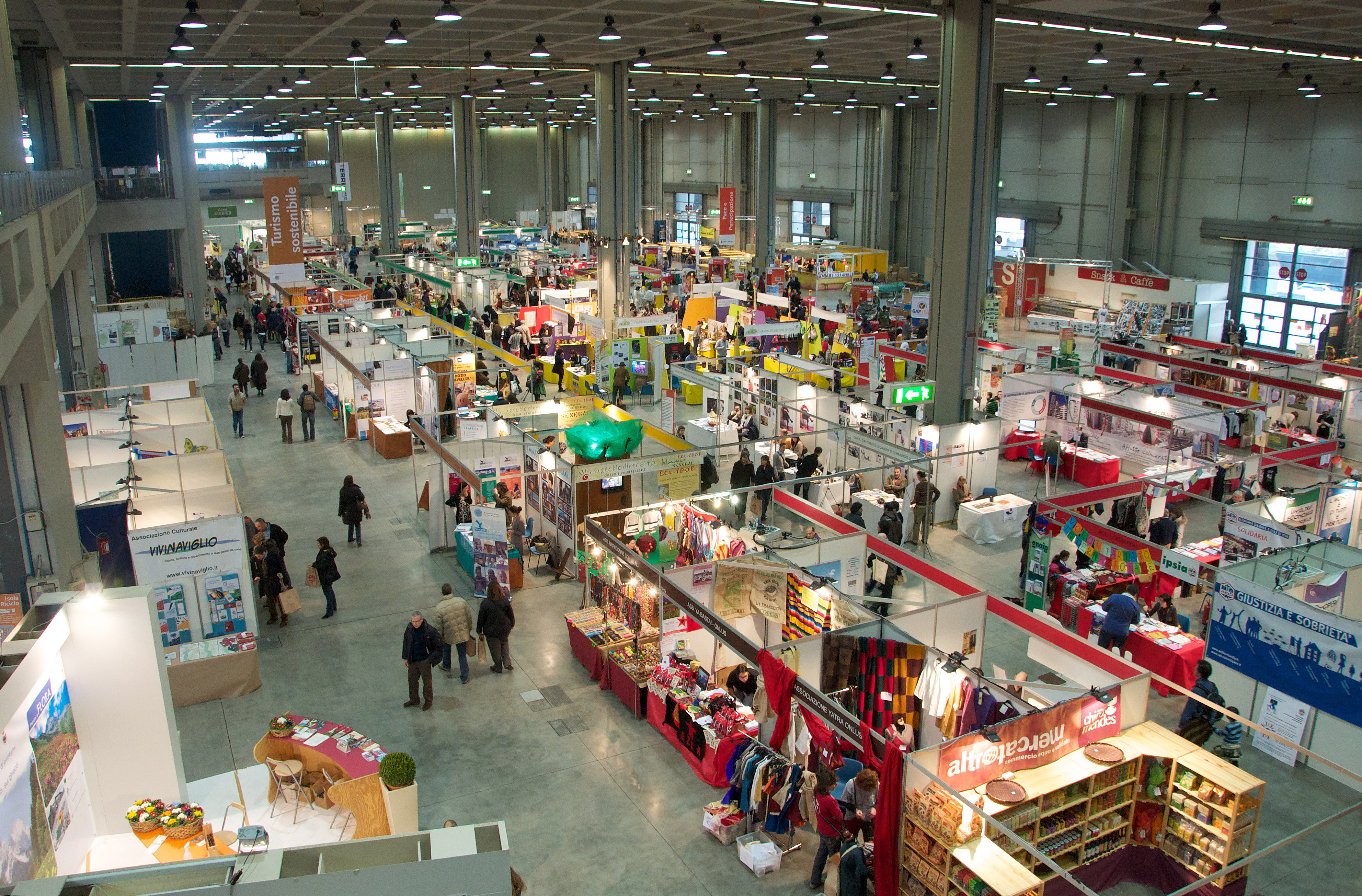
Fieramilanocity de 2010.

Fiera Milano SpA é uma organizadora de exposições e feiras com sede em Milão, Itália. É o mais importante organizador de feiras no país e um dos maiores do mundo. A empresa começou a operar em 1 de outubro de 2000 e está listada na Borsa Italiana (segmento STAR) desde 12 de dezembro de 2002.
A Fiera Milano atua principalmente nas áreas de gestão e organização de exposições, feiras e congressos. Abriga cerca de setenta shows (dos quais cerca de um terço diretamente organizado) e 30.000 expositores a cada ano. Mais notavelmente, a Fiera Milano possui e gerencia infraestruturas importantes em Milão: Fieramilanocity, MiCo e Fieramilano, sendo esta última uma das maiores feiras de eventos do mundo.
Em 1928, na inauguração da nona edição da Feira de Negócios, ocorreu um grave atentado com dinamite: uma bomba, colocada num poste de iluminação da Piazza Giulio Cesare, matou vinte pessoas que aguardavam a passagem do rei Vítor Emanuel III que deveria passar por ali para inaugurar a feira.